# أدري كوستر
أدري كوستر (بالهولندية: Adrie Koster)، من مواليد 18 نوفمبر 1954، لاعب كرة قدم هولندي سابق، ومدرب كرة قدم هولندي حالياً، لعب مع منتخب هولندا لكرة القدم.

## روابط خارجية
- أدري كوستر على موقع قاعدة بيانات كرة القدم.إي يو (الإنجليزية)
- أدري كوستر على موقع ناشيونال فوتبول تيمز (الإنجليزية)
- أدري كوستر على موقع كووورة